# Tuolumne (rivier)

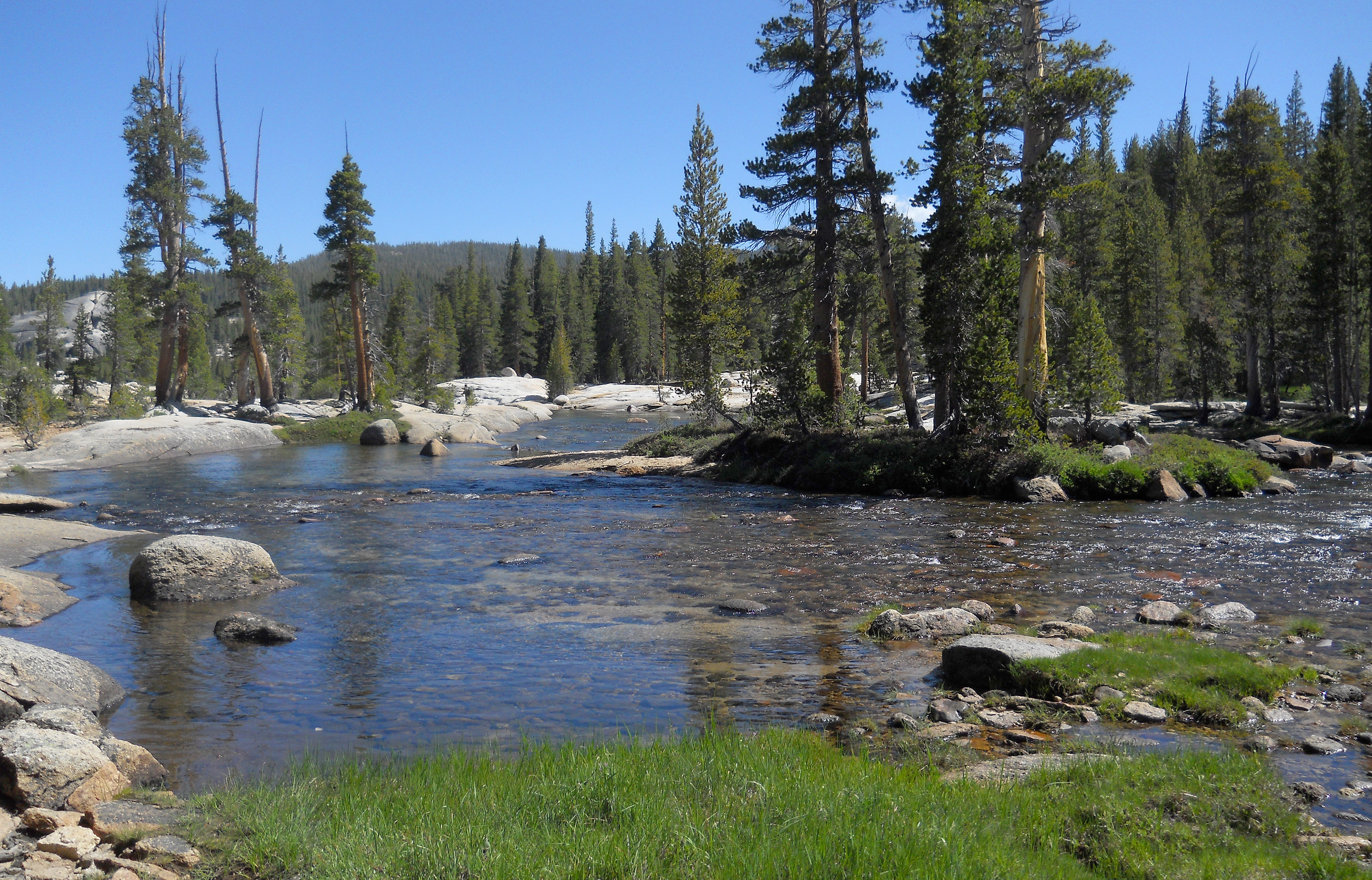
De Tuolumne stroomt door de draslanden van de Tuolumne Meadows in Yosemite.

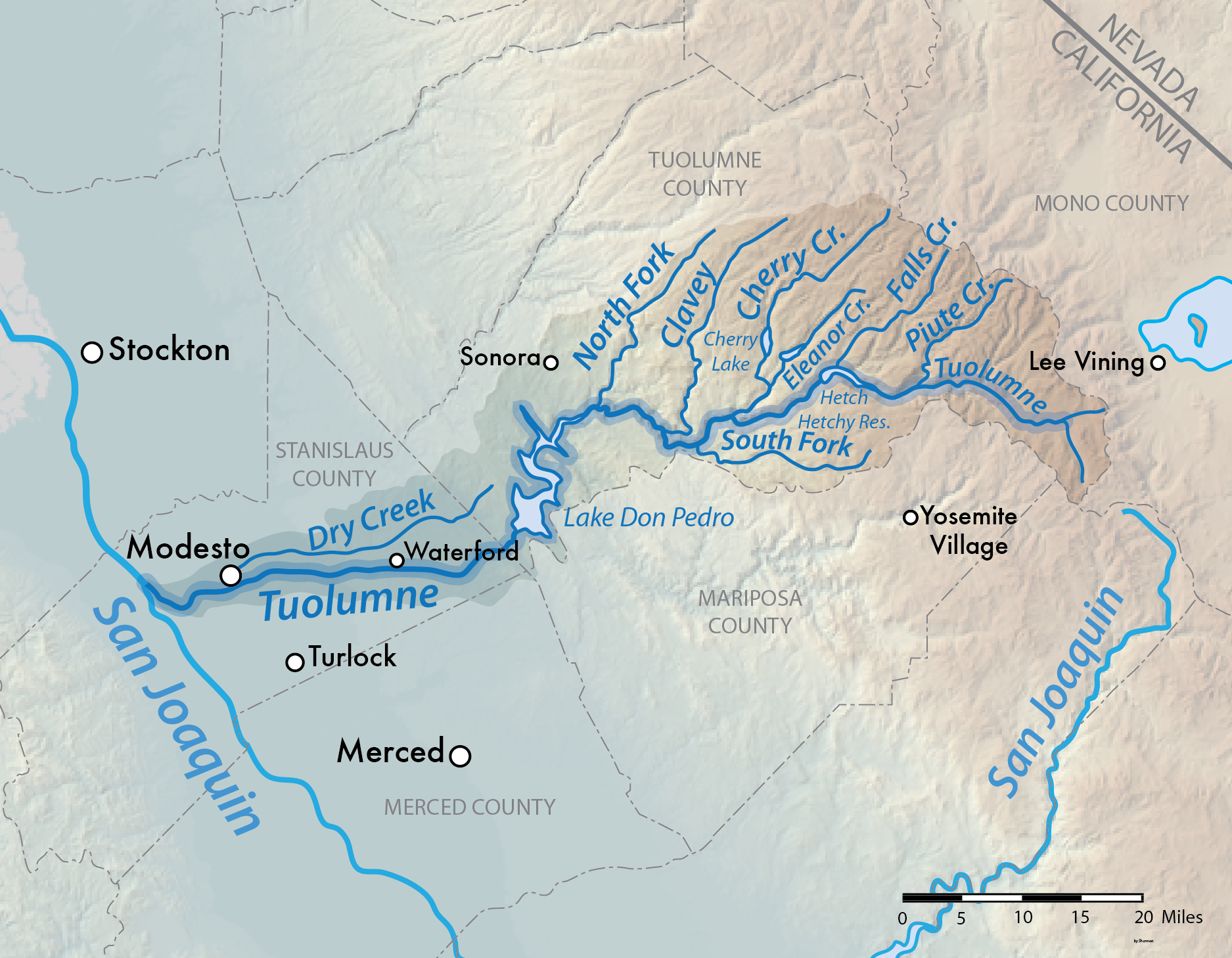
Kaart van het stroomgebied van de Tuolumne.

De Tuolumne (Engels: Tuolumne River; afgeleid van het Yokuts Tawalimnu) is een 240 kilometer lange zijrivier van de San Joaquin in de Amerikaanse staat Californië. De Tuolumne ontspringt in de centrale Sierra Nevada, meer bepaalde bij de samenvloeiing van de Lyell en Dana in het Yosemite National Park. De bovenloop van de Tuolumne, met daarin Hetch Hetchy en de Grand Canyon of the Tuolumne, werd in de vorige ijstijd gevormd. Vandaar uit stroomt ze westwaarts door de uitlopers van de Sierra Nevada, waar haar water in een stuwmeer achter de New Don Pedro Dam opgevangen wordt, waarna het door de agrarische Central Valley stroomt. De Tuolumne mondt uit in de San Joaquin bij Modesto. De San Joaquin staat op dit punt echter vaak droog omdat al haar water afgeleid werd voor irrigatie.
De rivier is al lange tijd het onderwerp van controverse. Zo'n 15% van het jaarlijkse debiet wordt vanuit het Hetch Hetchy-stuwmeer naar San Francisco afgeleid. Milieuactivisten betreuren echter het verlies van die nu ondergezette vallei, die ooit vergeleken werd met de nabijgelegen Yosemite Valley. Stroomafwaarts wordt nog eens water afgeleid aan de New Don Pedro Dam om akkerland in de Central Valley te bevloeien.
Zo'n 134 kilometer van de rivier, waarvan 87 km in Yosemite National Park, is erkend en beschermd als National Wild and Scenic River. Bij wandelaars is de vallei van de Tuolumne River een populaire bestemming. Tussen Hetch Hetchy en Lake Don Pedro wordt er ook aan wildwatervaren gedaan.